# イェジー・ドゥデク
イェジー・ヘンリク・ドゥデク（Jerzy Henryk Dudek, 1973年3月23日 - ）は、ポーランド・シロンスク県リブニク出身の元サッカー選手。ポジションはゴールキーパー。元ポーランド代表。デュデクと表記されることもある。

## クラブ経歴

### 初期の経歴
12歳の時にグルニク・クヌルフIIの下部組織に入団し、16歳の時にセカンドチームであるグルニク・クヌルフに昇格し、その2年後にIIリガ（3部）に属するコンコルディア・クヌルフからデビューすると、IIリガ新記録の416分連続無失点を達成した。1995年にエクストラクラサ（1部）のGKSティヒに移籍し、レギア・ワルシャワ戦でエクストラクラサデビューした。オランダに移籍するまでにGKSティヒでプレーしたのはわずか15試合であった。

### フェイエノールト
1996年にオランダのフェイエノールトに移籍したが、オランダ代表のエト・デ・フーイがレギュラーを張っていたため、ドゥデクのデビューはデ・フーイがチェルシーFCに移籍した1997年夏以降となった。1998-99シーズンにはリーグ優勝に貢献し、1999年にはAFCアヤックスを破ってヨハン・クライフ・シャールも手にした。1998-99シーズンにはオランダ国外国籍選手として初めてリーグ最優秀GK賞を受賞し、1999-2000シーズンにも2年連続で受賞した。デビュー戦から139試合連続でフェイエノールトのゴールマウスを守り続け、2001年8月26日のアヤックス戦がオランダでプレーする最終戦となった。

### リヴァプールFC

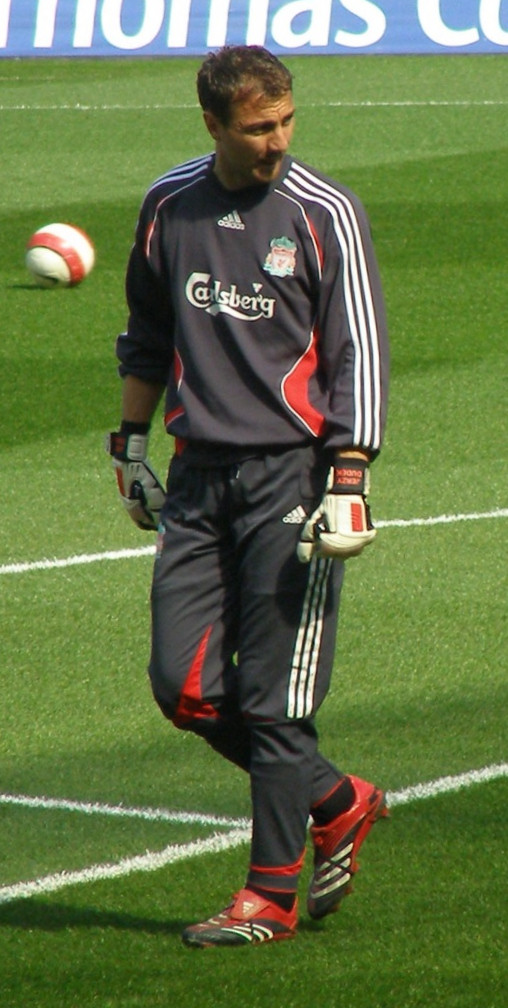
リヴァプールFC時代のドゥデク

2001年8月31日、移籍期間終了直前にイングランドのリヴァプールFCに移籍すると、ジェラール・ウリエ監督はオランダ代表のサンデル・ヴェステルフェルトではなくドゥデクをレギュラーで起用した。2001-02シーズンは2冠を達成したアーセナルFCに次ぐ2位でリーグ戦を終えたが、リーグ最少失点に抑え、UEFAチャンピオンズリーグではベスト8に入るなど、チームの好成績に大きく貢献したため、オリバー・カーンやジャンルイジ・ブッフォンなどとともにUEFAゴールキーパー・オブ・ザ・イヤーにノミネートされた。2002-03シーズンのリーグ戦では凡ミスを繰り返したが、カーリングカップ決勝のマンチェスター・ユナイテッドFC戦では立ち直ってマン・オブ・ザ・マッチに選ばれる活躍を見せた。ポーランド出身のローマ教皇ヨハネ・パウロ2世はかつてゴールキーパーとしてプレーしていたことがあり、2004年にドゥデクと個人的に対面し、彼がドゥデクのファンであることやリヴァプールの試合を常に気にかけていることなどを伝え、ドゥデクは試合で着用するユニフォームをプレゼントした。ヨハネ・パウロ2世は2005年4月2日に他界したが、後述のUEFAチャンピオンズリーグで優勝を果たした際にドゥデクは優勝を教皇に捧げた。
2004-05シーズンのUEFAチャンピオンズリーグ決勝・ACミラン戦では優勝の立役者となった。前半を0-3で終えたリヴァプールは後半に3-3と追いつき、延長終了間際にはアンドレイ・シェフチェンコが2度の決定機を作ったが、いずれもドゥデクがセーブしてPK戦に持ち込んだ。PK戦ではキャラガーの提案でスパゲッティ・ダンス(Spaghetti Legs)と呼ばれる奇妙な動きを見せてミランのキッカーを幻惑し、アンドレア・ピルロとシェフチェンコのシュートを止めて3-2で勝利した。後にドゥデクは、1984年のUEFAチャンピオンズカップ決勝で活躍したGKブルース・グロベラーの動きを真似をした、と述べている。 同大会で優勝を果たしたポーランド人選手はズビグニェフ・ボニエク（1984-85シーズン、ユヴェントスFC）、ユゼフ・ムイナルチク（1986-87シーズン、FCポルト）に次いで3人目であり、同シーズンには再びUEFAゴールキーパー・オブ・ザ・イヤーにノミネートされた。
2005年夏にビジャレアルCFからペペ・レイナが加入すると、ドゥデクは正ゴールキーパーの座を奪われ、2005-06シーズンと2006-07シーズン合わせて12試合しか出場機会がなかった。このために2006 FIFAワールドカップの出場メンバーから落選したが、「リヴァプールファンが選ぶ衝撃を受けた100人の選手」の36位にランクインした。

### レアル・マドリード
2007年7月20日、スペインのレアル・マドリードに移籍したが、絶対的なレギュラーにイケル・カシージャスが君臨しており、第2GKの役割を与えられた。2008-09シーズンのUEFAチャンピオンズリーグでは早々とグループリーグ突破を決めたため、最終節のFCゼニト・サンクトペテルブルク戦(3-0)で珍しく先発起用され、何度ものファインセーブを見せて無失点に抑えた。ポーランド代表やフェイエノールトで指導を受けたベーンハッカー監督が率いるフェイエノールトに復帰する可能性もあり、またプレミアリーグのクラブに興味を持っているとされたが、他クラブへの移籍は実現せず、ジョルディ・コディーナがヘタフェCFに旅立ったこともあり契約を1年間延長した。
2009年10月27日、コパ・デル・レイ1回戦のADアルコルコン戦ファーストレグに先発出場したが、セグンダ・ディビシオンB（3部）の相手に0-4で大敗するという衝撃的な結果となり、セカンドレグでも挽回することができずに敗退した。2010年4月10日にはポーランド空軍Tu-154墜落事故が起こり、レフ・カチンスキポーランド大統領など96人が亡くなったため、その直後のFCバルセロナとのエル・クラシコではドゥデクの提案により両軍の選手が試合前に黙祷を捧げ、レアル・マドリードの選手たちは腕に黒い喪章を付けて試合に臨んだ。7月15日にはクラブとの契約を1年間延長した。
2010-2011シーズン限りで現役を引退した。シーズン最終戦となったUDアルメリア戦では先発を務め、後半34分までゴールを守った。その後、チームメイトは花道を作ってドゥデクを見送った。

## 代表経歴
1996年のロシアとの親善試合でポーランド代表に初招集されたが、その時は出場機会がなかった。1998年2月25日のイスラエルとの親善試合で初出場し、エストニアとの親善試合で1試合だけ主将を務めた。その後レギュラーに定着し、2000年と2001年にはポーランド最優秀選手に選ばれている。2002 FIFAワールドカップ・ヨーロッパ予選では9試合に出場し、グループリーグ首位で本大会出場を決めた。本大会は韓国戦とポルトガル戦に出場するが、直前の怪我の影響で満足なプレーができず合計6失点を喫し、グループリーグ敗退が決まった後のアメリカ戦は欠場した。2006 FIFAワールドカップ・ヨーロッパ予選では10試合中7試合に出場したが、リヴァプールFCでポジションを失っていたこともあり、アルトゥール・ボルツ、トマシュ・クシュチャク、ウカシュ・ファビアンスキが出場した本大会出場メンバーから外れた。
ドゥデクの落選はスペインのサッカーファンや国際的なメディアにとって衝撃的に受け止められ、ボルツやクシュチャクが大会前のトレーニングマッチでミスを犯したことからも、ドゥデクの招集外に異議を唱える声が続出した。FIFAワールドカップ後の2006年7月にレオ・ベーンハッカー監督が就任すると、ドゥデクは再び招集され、デンマークとの親善試合とUEFA欧州選手権2008予選のフィンランド戦に出場したが、フィンランド戦で3点を奪われて、チームの予選敗退のきっかけを作ったことで再び招集外の日々が続いた。2009年9月27日、ステファン・マイエフスキ暫定監督によって約3年ぶりに代表に招集され、10月14日のスロバキア戦で復帰を果たしたが、それが最後の代表キャリアとなった。

## 引退後
引退後もそのままスペインに在住し、趣味のゴルフを楽しみながら時折、解説者業やチャリティーマッチに出場していると報じられている。

## 代表歴

### 出場大会
- ポーランド代表
  - 2002 FIFAワールドカップ

### 試合数
- 国際Aマッチ 60試合 0得点（1998年-2013年）[7]

| ポーランド代表 | 国際Aマッチ | 国際Aマッチ |
| 年             | 出場        | 得点        |
| -------------- | ----------- | ----------- |
| 1998           | 1           | 0           |
| 1999           | 1           | 0           |
| 2000           | 7           | 0           |
| 2001           | 10          | 0           |
| 2002           | 6           | 0           |
| 2003           | 11          | 0           |
| 2004           | 11          | 0           |
| 2005           | 6           | 0           |
| 2006           | 5           | 0           |
| 2007           | 0           | 0           |
| 2008           | 0           | 0           |
| 2009           | 1           | 0           |
| 2010           | 0           | 0           |
| 2011           | 0           | 0           |
| 2012           | 0           | 0           |
| 2013           | 1           | 0           |
| 通算           | 60          | 0           |

## 獲得タイトル

### クラブ
- フェイエノールト
  - エールディヴィジ　1998-1999
  - ヨハン・クライフ・シャール 1999
- リヴァプールFC
  - カーリング・カップ 2002-2003
  - ワージントンカップ　2003
  - UEFAチャンピオンズリーグ　2004-2005
  - UEFAスーパーカップ 2005
  - FAカップ 2005-2006
  - FAコミュニティ・シールド 2006
- レアル・マドリード
  - リーガ・エスパニョーラ　2007-2008
  - スーペルコパ・デ・エスパーニャ 2008
  - コパ・デル・レイ 2010-2011

### 個人
- ポーランド最優秀選手　2000, 2001
- エールディヴィジ最優秀GK賞 1998-1999, 1999-2000